# Wydział Prawa Uniwersytetu Witolda Wielkiego
Wydział Prawa Uniwersytetu Witolda Wielkiego (lit. Vytauto Didžiojo universiteto Teisės fakultetas) – wydział prawa na litewskim Uniwersytecie Witolda Wielkiego (VDU) z siedzibą przy ul. Elizy Orzeszkowej 18 w Kownie.

## Historia
Początek historii wydziału to 1930. Wśród osób związanych z nim był m.in. Michał Pius Römer (Mykolas Römeris). W styczniu 1940 Wydział Prawa oraz Wydział Humanistyczny zostały przeniesione do Wilna. W 1949 zamknięto całą uczelnię (reaktywowano ją dopiero w 1989), a w październiku 1950 na jej bazie powołano Kowieński Instytut Politechniczny oraz Kowieński Instytut Medyczny.
Od 1997 jednostka funkcjonowała jako Instytut Prawa i Nauk Politycznych, od 1999 Instytut Prawa istniejący niezależnie od Instytutu Nauk Politycznych. Od 2008 ponownie Wydział Prawa. Studia na nim trwają 5 lat.

## Dziekani
- od 2000: Tadas Klimas
- 2006-2008: Stasys Šedbaras
- od 2008: prof. Julija Kiršienė